# Хан, Эми
Эми Хан (урду ايمی خان‎, род. 1 марта 1994 года, Мардан, Пакистан) — пакистанский певец, режиссер, продюсер и актер. Эми Хан увлекался музыкой с детства. Он пел на мероприятиях в школе и колледже. В конце концов начал принимать музыку всерьез и вошел к музыкальной индустрии в 2016 году, сделав себе имя за очень короткое время. Хан начал свою музыкальную карьеру своей же первой собственной песней «JANIYA», которая стала хитом; у него появилось много поклонниц. Получив определенный успех, он решил сосредоточиться исключительно на пении.